# Consell General de l'Alt Loira

Logo del Consell General

El Consell General de l'Alt Loira (en occità Conselh Generau dau Naut Léger) és l'assemblea deliberant executiva del departament francès de l'Alt Loira, a la regió d'Alvèrnia-Roine-Alps.
La seu es troba a Lo Puèi de Velai i des de 2004 el president és Gérard Roche (Divers droite).

## Antics presidents
- Robert Bouvard (1949-1964)
- Georges Billamboz (1964-1973)
- Jacques Barrot (1973-2004)
- Gérard Roche (2004-)

## Composició
El març de 2008 el Consell General de l'Alt Loira era constituït per 35 elegits pels 35 cantons de l'Alt Loira.
| Partit                        | Sigles | Electes |
| ----------------------------- | ------ | ------- |
| Oposició (8 escons)           |        |         |
| Partit Socialista             | PS     | 6       |
| Divers Gauche                 | DVG    | 2       |
| Majoria (27 escons)           |        |         |
| Divers Droite                 | DVD    | 17      |
| Unió pel Moviment Popular     | UMP    | 8       |
| Moviment Demòcrata            | MoDem  | 1       |
| Nou Centre                    | NC     | 1       |
| President del Consell General |        |         |
| Gérard Roche (DVD)            |        |         |